# Arani (Rosja)
Arani (ros. Арани) – wieś w Rosji, w Dagestanie, w rejonie chunzachskim. W 2010 liczyła 674 mieszkańców, głównie Awarów.